# Władysław Drabik
Władysław Drabik, ps. Antek, Gawlik, Janek, Paweł (ur. 22 listopada 1899 w Jaworzu, zm. 9 września 1965 tamże) – działacz komunistyczny.

## Biogram
W 1913 skończył szkołę podstawową w Bielsku, a w 1917 szkołę rzemieślniczą, po czym został ślusarzem. Podczas I powstania śląskiego wstąpił do WP i został przydzielony do Ochotniczego Batalionu Piechoty Ziemi Cieszyńskiej, zdemobilizowany w grudniu 1920, od lipca 1922 pracował w fabryce śrub w Białej, był działaczem Związku Młodzieży Komunistycznej (ZMK, od 1923 KZMP) i od 1923 KPRP/KPP, a także Związku Zawodowego Robotników Przemysłu Metalowego, którego 1923–1926 był członkiem zarządu i skarbnikiem. Od 1924 na polecenie KPRP działał w niemieckiej organizacji socjaldemokratycznej „Verein Jugendlicher Arbeiter” w Aleksandrowicach i był tam komunistycznym propagandzistą. Wiosną 1926 na krótko aresztowany, XI 1926 znów aresztowany i na pół roku uwięziony w Cieszynie. W sierpniu 1928 kierował strajkiem ekonomicznym robotników fabryki Pollaka, za co został zwolniony z pracy. Podjął pracę w fabryce śrub w Wapiennicy do jej zamknięcia w 1930, potem pracował na robotach publicznych w kamieniołomach w rodzinnej miejscowości. 
21 IV 1932 aresztowany za prowadzenie komunistycznej propagandy, zwolniony w połowie 1933. W 1933 zorganizował strajk okupacyjny robotników kamieniołomów. W 1937 był aktywistą partyjnym Komitetu Okręgowego (KO) KPP w Bielsku i organizował komórki KPP w gminach w powiecie bielskim. W nocy na 30 XI 1937 aresztowany i do czerwca 1938 osadzony w obozie w Berezie Kartuskiej, następnie skazany na 1,5 roku więzienia. W lipcu 1940 został wciągnięty na volkslistę. Do końca okupacji był ślusarzem w Starobielskiej Fabryce Kos. Od 1945 w PPR, pracownik Bielskiej Fabryki Maszyn Włókienniczych, od 1947 pracownik fabryki mebli w Jasienicy. Sekretarz Komitetu Gminnego PPR/PZPR w rodzinnej wsi, członek Prezydium Gminnej Rady Narodowej od 1947. Od maja 1949 pracował w zakładach przemysłu lniarskiego w Bielsku, gdzie do 1954 był II sekretarzem POP PZPR. 1954–1956 w fabryce pił i narzędzi w Wapiennicy, potem na rencie dla zasłużonych. 
Był odznaczony Krzyżem Komandorskim Orderu Odrodzenia Polski.